# Murteira Grave
Murteira Grave est un des fleurons du bétail brave Portugais. Il est situé dans l'Alentejo, dans le district d'Évora. La herdade, synonyme portugais de la finca espagnole, s'étend sur 1 275 hectares à la frontière de l'Espagne. Fondée en 1944 par Joaquim Murteira Grave (père), elle appartient à Joaquim Mureira Grave (fils) depuis 1958. La propriété est un véritable musée taurin familial.

## Historique
En 1939, Murteira Grave père achète une finca la Galeana, à la frontière espagnole où vivait encore du bétail de la veuve Soler. Avec 25 vaches et un semental, Fabeto, issu de l'élevage Pinto Barreiros de provenance Gamero Civico, d'origine Parladé, il fonde en 1944 son élevage qui porte son nom jusqu'à sa mort (1955). Pendant trois ans, l'élevage est aux mains des héritiers et revient définitivement à Joaquim Murteira Grave (fils) en 1958. Le fils développe la ganadería en achetant un fer de Ignacio Sánchez de Ibargüen, qui fait partie de l'Union de Criadores de Toros de Lidia.

## Caractéristiques du bétail
Avec un apport de dix huit vaches et d'un semental Guardiola, puis de sementales de l'élevage Carlos Núñez, et encore de l'élevage Juan Pedro Domecq, Joaquim MurteiraGrave obtient des fauves aux très grandes cornes, et de bon trapio malgré leur aspect lourd. Ce bétail est celui qui a fourni au XXe siècle le plus de taureaux de combat aux arènes de Madrid. Cette ganadería a remporté de nombreux prix : en 1972 à Vic-Frezensac, le prix de la ganadería la plus brave, en 1984, le prix du meilleur taureau de la Feria de San Isidro à Sacristàn, en 1987, la corrida la plus brave à la feria de Pampelune, en 1995, le prix du meilleur taureau de la San Isidro, décerné à Formoso lidié par Luis de Pauloba.
Redoutés au même titre que les Miuras ou les Vitorino Martin, les Murteira Grave, d'aspect pourtant magnifique, ne plaisent pas aux toreros qui entendent choisir leurs taureaux.